# نفل غدي
النفل الغدي (باللاتينية: Trifolium glanduliferum) نوع نباتي من جنس النفل من الفصيلة البقولية.

## الموئل والانتشار
موطنه الأصلي بلاد الشام وتركيا واليونان وألبانيا.